# 烏原貯水池
烏原貯水池（からすはらちょすいち）は、神戸市兵庫区千鳥町3丁目にある1905年（明治38年）竣工の人工湖。新湊川水系の石井川及び天王谷川を水源とする。ダムの名称は立ヶ畑堰堤（たちがはたえんてい）。「水と森の回遊路」という周遊道が整備され、周辺は親水公園として神戸市民に親しまれている。

## 概要
1905年（明治38年）竣工のダム（立ヶ畑堰堤）によって作られた人工湖で、周りの自然と相まって静かな湖畔の様相を呈し、周囲2.7kmの水と森の回遊路と名付けられた道が整備される。休憩施設の東屋、トイレなどが設置され、市民の憩いの場として親しまれている。立ヶ畑堰堤は国の登録有形文化財に登録されている。地元では「烏原貯水池」よりも、ただ単に「水源地」と呼ばれることが多い。

## 立ヶ畑堰堤
堤体は、平面半径181.81mの優美なアーチ状で、堤体の中心はすべて0.3m大の粗石及び栗石モルタル積み。堰堤中央上部に四連アーチの余水吐を設け、満水を超えるときは自動扉が開いて水を放出する。取水塔には古典的な装飾が施され、入り口には「養而不窮」の文字が刻まれている（第13代兵庫県知事の服部一三の筆による）。

### ダム概要及び構造
- アーチ型重力堰堤
- 粗石モルタル積
- 表面張石
- 堤高 33.33m
- 堤長 122.42m
- 湛水面積 115,396㎡（甲子園球場の約2.9個分）
- 集水面積 19.76㎢
- 有効貯水容量 1,315,139m3（神戸市役所1号館の約6.9杯分）

## 谷口雅春生誕地
1893年（明治26年）11月22日、谷口雅春は現在は烏原貯水池に沈んだ兵庫県八部郡烏原村東所（現在の兵庫県神戸市兵庫区烏原町）に生誕している。のちに谷口は以下のように述懐している。
「わたしは陽暦、明治二十六年十一月二十二日の暁の六時に生まれたのである。陰暦にすれば十月十五日の満月の暁でちょうど満月が西の山の端に沈みかかってはいたが、まだ耿耿として光を失わず、そして朝日が東の方に差し登りつつあったとき、太陽と月と二つの光に照らされつつ護られつつ生まれたのである。この話は私の実父音吉から聞いたのだからおそらく本当であっただろう。」（『生命の實相』第19巻・自傳篇）
当時は、貯水池に番人がいたらしく、以下のようにも述べている。
「ともかく、わたしの生まれた土地はこうして満々と紺青の水にたたえられ、浄められて、何者にも侵されずに番人がついていて、それが汚されることから護られているのである。」

## 交通アクセス
- JR「三ノ宮駅」または「神戸駅」から、神戸市バス7系統「石井町」下車、徒歩15分[5]。
- 神戸電鉄「鵯越駅」から徒歩20分。
- 駐車場なし。